# Charles-Philippe van Arberg

Wapenschild van het Huis van Arberg

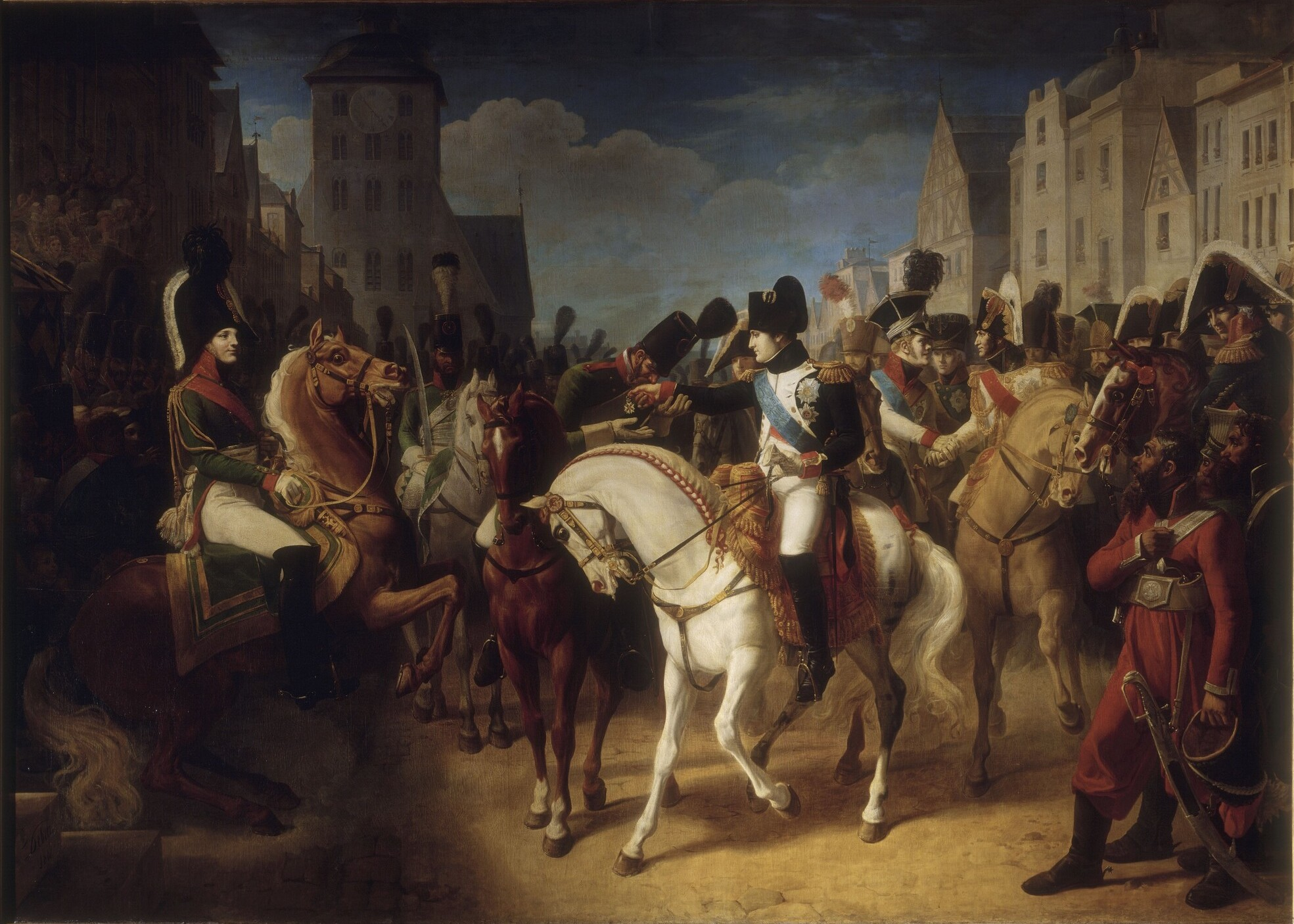
Napoleon's overwinning tegen Pruisen (Tilsit 1807)

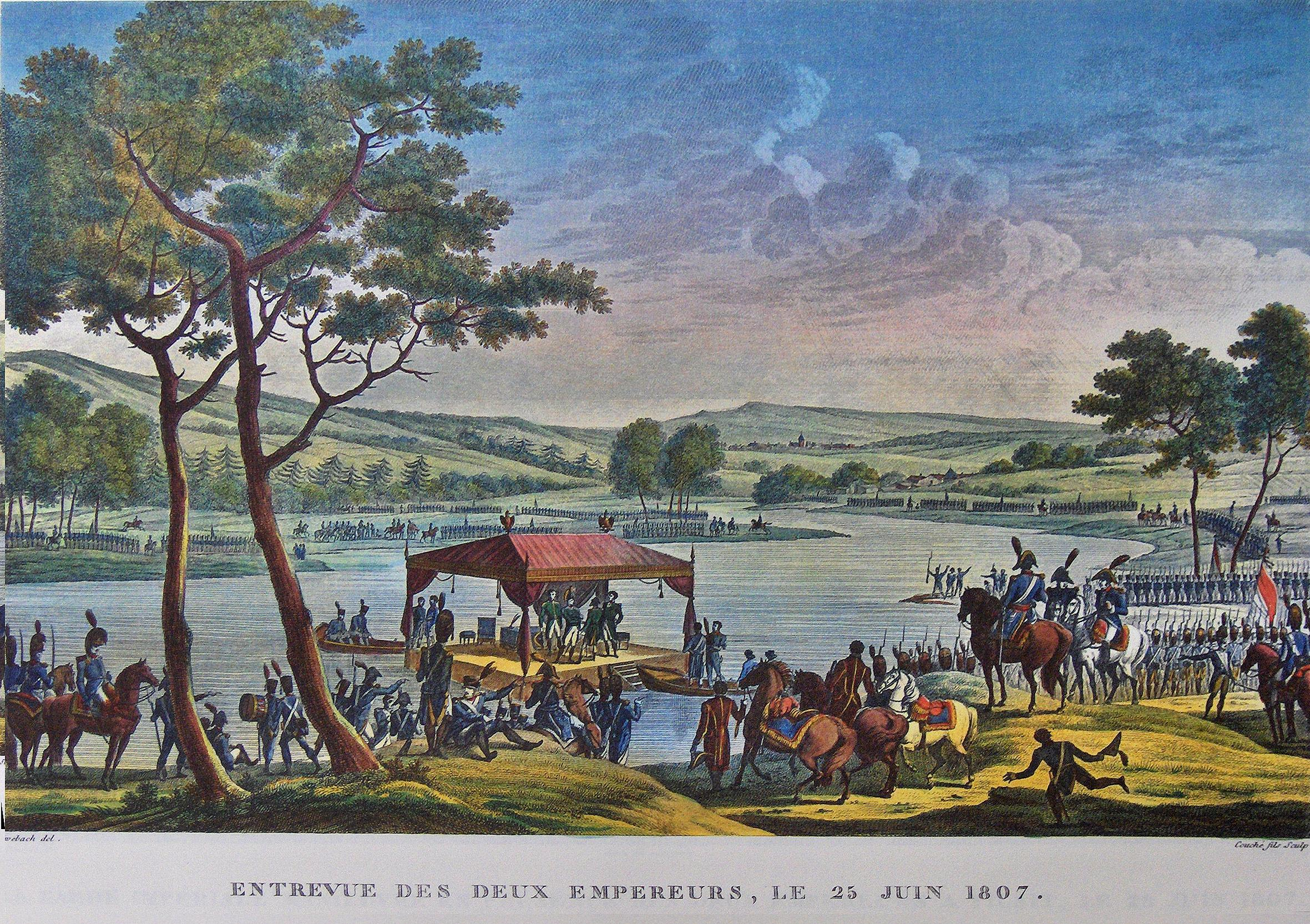
Charles-Philippe was aanwezig bij het sluiten van de Frans-Russische alliantie (Tilsit 1807)

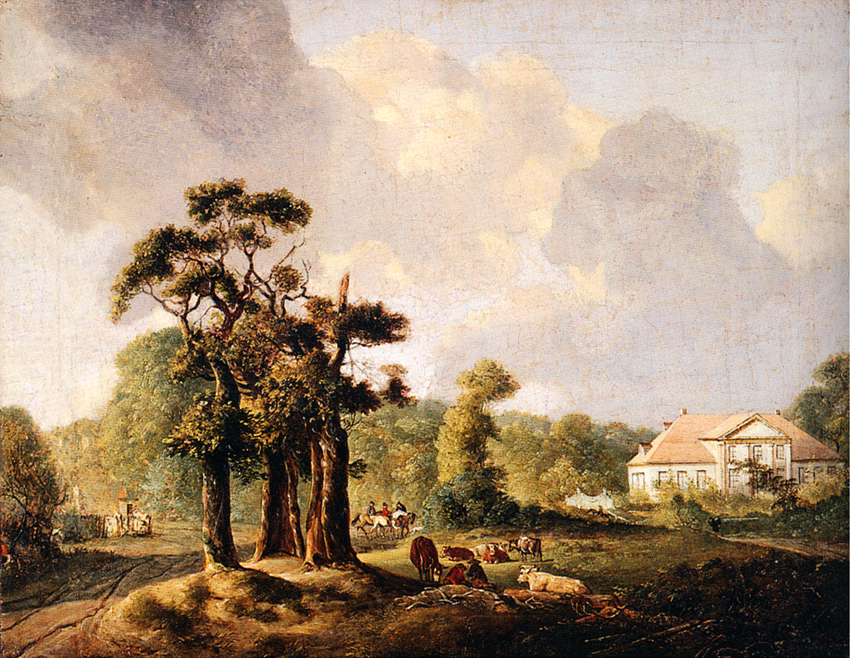
Landgoed Landruhe buiten Bremen

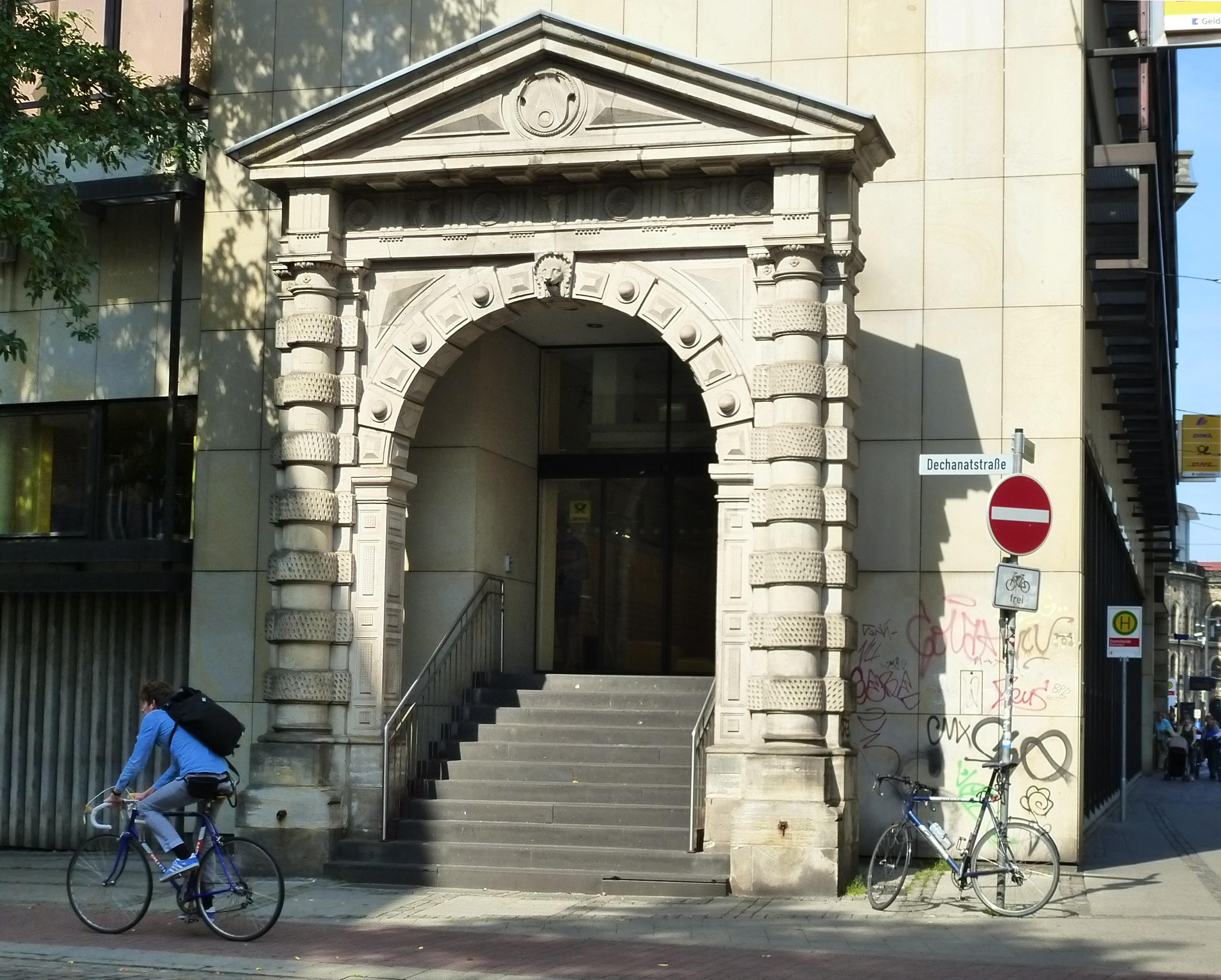
Eschenhof, voormalige Franse prefectuur in Bremen-centrum

Charles-Philippe Alexander graaf van Arberg de Valangin (Bergen 1776 - Parijs 18 mei 1814) was een militair en gouverneur in dienst van keizer Napoleon Bonaparte van Frankrijk. Hij kwam uit de Franse Nederlanden, uit het oud adellijk huis Arberg in dienst van het Rooms-Duitse Rijk.

## Familie
Hij was de zoon van de Oostenrijks maarschalk Nicolas Antoine graaf van Arberg, heer van Elsmond en Elsloo in de Oostenrijkse Nederlanden. Zijn vader was berooid en beroofd uit de chaotische Verenigde Nederlandse Staten gekomen en ook de Oostenrijkers, zijn werkgever, schoven vader Nicolas opzij (1793). Vader Nicolas koos consequent partij voor het nieuwe Franse bestuur in de Zuidelijke Nederlanden. Zoon Charles-Philippe zette de politieke lijn van zijn vader verder, tot zijn dood in 1814. De familie van zijn vader had een militaire traditie in dienst van de Habsburgse keizers van het Rooms-Duitse Rijk. De moeder van Charles-Philippe was Franziska Claudia, gravin van Stolberg-Gedern, van het adellijk Huis Stolberg-Gedern.

## Fontainebleau
Tijdens zijn periode als auditeur bij de Franse Raad van State (1803-1804), viel hij op bij keizer Napoleon I. In 1804 werd hij vervolgens snel kamerheer van Napoleon I, in de hofhouding van de keizer in Fontainebleau. Zijn moeder was hofdame bij keizerin Joséphine in de periode 1804-1810. Charles-Philippe werd door Napoleon naar Sint-Petersburg gestuurd, met het oog op een nakend akkoord met Rusland. Zijn twee zussen werden eveneens hofdames van keizerin Joséphine.

## Tilsit
Charles-Philippe maakte vervolgens carrière in het Franse leger, bij de Keizerlijke Garde (1806-1807). Hij vocht tegen Pruisen tijdens de Vierde Coalitieoorlog. Hij maakte de overwinning van de Fransen mee in Tilsit, aan de rivier de Memel in Oost-Pruisen. De Fransen en de Russen sloten een bondgenootschap tegen het verslagen Pruisen (Vrede van Tilsit 1807). Napoleon toonde zich tevreden over de inspanningen van Charles-Philippe op het slagveld.

## Valencay
De volgende militaire opdracht voor Charles-Philippe was de bewaking van de Spaanse koninklijke familie in gevangenschap in Valencay in Frankrijk. Het kasteel van Valencay was eigendom van de diplomaat Charles-Maurice de Talleyrand en was de gouden kooi voor koning Ferdinand VII en zijn familie. Charles-Philippe was commandant van het kasteel van 1808 tot 1810. Hij rapporteerde over de gang van zaken van het Spaanse hofleven in Valencay aan prins de Talleyrand.

## Bremen
Van 1810 tot 1813 was Charles-Philippe prefect van het pas opgerichte Franse departement Monden-van-de-Wezer in Noord-Duitsland. De hoofdplaats van het departement was de stad Bremen. Charles-Philippe toonde zich een bestuurder en organisator in Bremen, met een Franse politieke lijn die hij strikt uitvoerde. Hij had zijn residentie op het landgoed Landruhe buiten Bremen. In Bremen zelf had hij zijn prefectuur uitgebouwd; het langste bleef hij in Eschenhof in het centrum van Bremen. Na de nederlaag van de Napoleontische troepen in Rusland in 1812, werd het langzaam onrustig in Bremen. De sfeer in de stad werd grimmig met anti-Franse opstootjes. In 1813 ontvluchtte Charles-Philippe letterlijk de stad Bremen. De Duitse advocaat Johann Eberhard Pavenstedt volgde hem nog kort op in Monden-van-de-Weser.

## Overlijden
In 1814 overleed hij plots na zijn terugkeer in Parijs. Hij was 39 jaar. Hij liet een maîtresse en twee natuurlijke zonen na. Hij werd begraven op het kerkhof Cimetière du Père-Lachaise. Zijn partner heette Marie-Louise Chorn dit Mathis.
Zijn twee zonen waren
- Paul Philippe Alphonse de Saint-Charles (Brussel 1801 - Leuven 1883), majoor bij de artillerie. Hij was ongehuwd. Koning Leopold I erkende hem in 1843 in de erfelijke adel met de titel ridder, overdraagbaar bij eerstgeboorte.
- Adolphe de Neuchatel (1802-1877), kolonel bij de lansiers. Hij trouwde met barones Marie van Eyll (1814-1900). Hij werd in 1843 eveneens geridderd met de titel overdraagbaar bij eerstgeboorte.

## Eretekens
Charles-Philippe van Arberg ontving tijdens het Eerste Keizerrijk de eretekens van het Légion d'Honneur en van de Ordre Impérial de la Réunion.